# MBS SONG TOWN
『MBS SONG TOWN』（エムビーエスソングタウン）は、2015年4月23日（23日深夜）から2018年3月30日（29日深夜）まで毎日放送（MBSテレビ）で放送されていた音楽番組。2015年10月16日（15日深夜）までの放送時間は、毎週金曜日の0:59 - 1:44（木曜日の深夜）であった。
2015年10月6日からは、MBSと同じTBS系列局の長崎放送（NBC）でも、番組タイトルを変えずにMBSから5日遅れで毎週火曜日の23:53以降に放送。MBSでは、同月22日放送分から、放送時間を毎週金曜日の0:59 - 1:59（木曜日の深夜、いずれもJST）に変更している。
このページでは、MBSテレビが2016年4月5日（4日深夜）から毎週火曜日 - 金曜日の0:53 - 0:59（月曜日 - 木曜日の深夜）に関西ローカルで放送中の関連番組『三戸なつめのSONG STREET』（みとなつめのソングストリート）についても述べる。

## 概要
あらゆる世代をターゲットに、昭和歌謡に詳しい福島暢啓（毎日放送アナウンサー）の司会で、レギュラー出演者の角淳一（同局出身のフリーアナウンサー）・三戸なつめ（奈良県出身の歌手・ファッションモデル）がゲストを交えながら語り合う音楽バラエティ番組。角がMBSテレビの番組にレギュラーで出演するのは、『ちちんぷいぷい』（平日午後の情報番組）初代パーソナリティの降板（2011年9月30日）以来約3年半振りであった。
番組のタイトルは、福島が毎週日曜日に出演中の『MBSヤングタウン』（角が毎日放送アナウンサー時代にパーソナリティを務めたMBSラジオの深夜番組）にちなむ。ただし、編成上の事情などから、放送時間を本来の時間帯から5 - 20分程度遅らせることがあった。
スタジオには、「MBS SONG TOWN」という架空の町を想定したうえで、ラジオスタジオ風のセット、レコードプレーヤー、「放送中」であることを示す「ON AIR」ランプ、ピアノ・ドラム・ギターなどの楽器を設置。番組の開始当初は、出演者が全員その町の「住人」と位置付けられていたほか、エンディングでは「ON AIR」ランプが消灯した瞬間に全ての音が聞こえなくなるような演出を講じていた。また、（バンドやユニットのメンバーを含む）アーティスト系のゲストによっては、スタジオ備え付けの楽器を演奏したり、即興でコーラスを披露したりすることがあった。
その一方で、『MUSIC EDGE + Osaka Style』（2015年3月30日深夜=31日未明までMBSテレビで放送された音楽番組）から、一部の企画（J-POP系アーティストとのロケ企画・音楽に関する街頭インタビュー企画など）を事実上継承。同番組でMCを務めてきたU.K.がインタビュアーを担当する。
番組開始から2015年8月20日深夜（21日未明）放送分までは、「テッパンSONG」（「住人」同士が得意なジャンルの楽曲をスタジオで熱く語り合う企画）を中心に放送。当初は、U.K.が「GENERATION RESEARCH」（「テッパンSONG」のテーマに関する街頭インタビュー企画）のインタビュアーを務めたり、DJの立場で推薦するアーティストや新譜をスタジオで紹介したりしていた。
2015年8月27日深夜（28日未明）放送分からは、「音楽にまつわる『すきッ』」というキーワードの下に、スタジオ企画のプチリニューアルを実施。スタジオに招いたアーティストゲストの「『すきッ』なこと（好きな人物・楽曲・遊びなど）」や意外な素顔を、「住人」とのトークや関係者からの証言VTRなどを通じて掘り下げる構成に変わった。その一方で、スタジオ企画の代わりに、毎日放送が主催した音楽イベントのダイジェストを放送することがあった。
なお、福島は出演期間中にレギュラー番組を増やしたことなどから、2017年の最終放送（12月22日）で降板。2018年最初の放送からは、三戸を中心に進行していた。
MBSでは、2018年3月30日未明（29日深夜）放送分で当番組を終了。最終回では、3年間のダイジェスト映像とともに、「春の音楽会」（三戸や出演機会の多かったK、Ms.OOJA、吉田山田、たこやきレインボーによるスタジオライブ）を放送した。同年4月17日未明（16日深夜）からは、角と三戸がMCを務める事実上の後継番組『+ music』を、毎週火曜日の0:59 - 1:30（月曜日の24:59 - 25:30）にレギュラーで編成する。

### 主なコーナー・企画

#### 放送終了時点

##### 「TOWN's CHOICE テッパン新譜情報」
番組の後半（またはエンディング付近）に放送されるコーナーで、「（70代の角のような）おじいちゃんでもわかる最新アーティスト講座」と銘打っていた2015年6月までは、角とU.K.がスタジオから出演。PVやVTRコメントをはさみながら、角にとって馴染みのないアーティストの魅力や特徴を、U.K.が角に伝えていた。
2015年6月25日放送分には、シンガーソングライターの南壽あさ子がVTRで出演。角とは直接の面識がなかったにもかかわらず、「角をテーマに作った」というオリジナルソング『朝焼け』のショートバージョンを、VTRを通じて披露した。当番組の公式サイトでは、当日の放送終了後から前述のプチリニューアルで構成を一新するまで、この曲のロングバージョンを収録した動画を公開していた。

##### ロケ企画
以下の企画から、週替わりで1つずつ放送。
Roots〜昔の音は偉かった〜
U.K.が担当するロケ企画の第2弾として、2015年8月13日から放送。毎回1名のアーティストをゲストに迎えたうえで、TOWER RECORDS梅田NU茶屋町店内でのロケを通じて、U.K.がゲストにとっての知られざる「Roots（音楽のルーツ）」に迫った。2017年1月23日までは、事実上毎週放送されていた。
ゲストによっては、同店ではなく、およそ8万枚のCDやレコードを保管している毎日放送本社内のレコード室で収録。前述したプチリニューアルまでは、スタジオの「住人」がロケVTRを見た後に、ロケで取り上げた「Roots」についてひとしきり語り合う趣向も盛り込まれていた。
ゲストがロケ先のCDラックから自身の「Roots」に当たる楽曲やアーティストを探し出したうえで、トークの本編に入ることが特徴。コーナータイトルの「昔の音は偉かった」は、上記の趣旨に、「昔の人は偉かった」（U.K.が「くっすんこと楠雄二朗」名義で出演中の『ちちんぷいぷい』木曜日のVTRロケコーナー）を重ねている。
ジャケ買い
U.K.が担当するロケ企画の第3弾として、2017年2月9日から、「Roots〜昔の音は偉かった〜」を編成しない週に放送。レコード店を舞台に、毎回1名のアーティストをゲストに迎えたうえで、（ゲストにとっての）「新しい音楽」との出会いを求めて「ジャケ買い」を体験させる。ゲストは、ロケ先で販売中のレコードから、ジャケット（パッケージデザイン）を初めて見ただけで興味を惹かれたレコードを試聴。音楽にまつわるU.K.とのトークをはさみながら、試聴したレコードから3枚を購入した。
MITO meets
2017年3月23日から放送を開始した三戸担当のロケ企画。三戸が毎回1組のアーティストをスタジオ以外の場所（飲食店など）に迎えたうえで、テーマトークを通じてそのアーティストの素顔を引き出していた。
Singin' Osaka
2017年4月14日から不定期で放送中のライブロケ企画で、毎回1組のアーティストのみ出演。当該アーティストから「通常のライブ会場以外で歌や演奏を披露したいスポット」というテーマで募ったリクエストを基に、該当するスポットで実際に披露した模様の映像を放送する。タイトルには「Osaka（大阪）」が入っているが、リクエストによっては、大阪府以外の関西地方のスポットで収録することもあった。

#### 過去
GENERATION RESEARCH
番組開始当初から2015年7月30日まで放送された街頭インタビュー企画で、毎日放送の本社がある茶屋町を中心に、放送日のテーマに見合った「テッパンSONG（他人に勧めたくなるほど個人的に思い入れの強い楽曲）」についてU.K.がインタビューを実施。放送上は、インタビューVTRの一部を流したうえで、「20代男女」「30代男性」「30代女性」「40代以上」というグループ別で最も多く挙がった楽曲とグループごとの傾向を紹介していた。
テッパンSONG
番組開始当初のメインコーナーで、「MBS SONG TOWNの町内会」という設定の下に、週替わりでテーマを設定。「住人」がテーマに沿った「テッパンSONG」を1曲選んだうえで、その楽曲の魅力（テッパンPOINT）や、楽曲にまつわる思い出話などをお互いに披露した。テーマによっては、1回の収録分を2週にわたって放送することがあった。
ちなみにU.K.は、「GENERATION RESEARCH」の報告を兼ねて、トークの途中でスタジオに登場していた。前述したプチリニューアルのため、同年8月13日・20日放送分の「角淳一VSヒロ寺平でプレゼン対決!最強カバーSONGスペシャル」で終了。ただし、プチリニューアル後のスタジオトークでも、以下に記すようなテーマを扱うことがある。
TOWN's NEW CHART
2015年5月14日から同年7月30日まで、「TOWN's CHOICE」の直前に放送。TOWER RECORDS全店舗における放送前週のCDシングル売上チャートから、上位5曲のアーティスト名・曲名を、高井美紀（毎日放送アナウンサー）によるナレーションと共に紹介していた（3位以上の楽曲の紹介ではPVも放送）。
TOWN's NEXT CHART
2015年5月14日から不定期で放送。「テッパンSONG」に出演の「住人」によるトークを交えながら、放送翌週に発売予定の新譜から、注目の楽曲のPVを紹介していた。「TOWN's NEW CHART」と同じく、高井がナレーションを担当。
昭和歌謡を愛する男が音楽を学ぶ
「『昭和歌謡しか愛せない』という福島に、昭和歌謡以外のジャンルの音楽へ幅広く触れさせる」という趣旨の下に、福島が昭和歌謡以外のジャンルで活躍するアーティストにインタビューを敢行したり、そのアーティストと縁の深いスポット（テッパンSPOT）を本人と一緒に訪ねたりした企画。「テッパンSONG」の途中に、不定期で放送されていた。
2015年7月9日放送分では、三戸と武井壮が案内役で同行した東京でのロケ企画「原宿カワイイ文化の発信基地 ASOBISYSTEMを徹底解明!」を、当企画の特別版として放送。福島はこの収録で、三戸と縁の深い原宿界隈のスポット（所属事務所のASOBISYSTEM本社など）を訪れたほか、三戸・武井の見立てによる衣装で三戸の新曲発表ライブを見届けた。
名曲ハイスクール
ハイスクール（高校）の教室風のセットを舞台にした企画で、2015年6月18日に放送。「名曲先生」として迎えられた吉田山田が、生徒役のヤナギブソンを相手に、自身の楽曲の歌詞に込められたメッセージやエピソードを解説した。
○○さんぽ
2017年7月7日から放送を開始した福島担当のロケ企画で、タイトルを「まるまるさんぽ」と読ませる。三戸担当の「MITO meets」と同じ趣旨だが、タイトルの「さんぽ（散歩）」にちなんで、毎回1組のアーティストと福島が関西地方のあるエリアを散歩しながら収録することが特徴。

### 連動企画
「テッパンSONG」を放送していた時期には、『Till Dawn Music』（MBSラジオの音楽専門番組）との連動企画を実施。当番組の終了直後（または放送中）から始まる金曜分のオープニングでは、当日の「テッパンSONG」に挙げられた全ての楽曲を、福島の紹介コメントとともにフルコーラスで流すことが多かった。
また、TOWER RECORDSが大阪市内で営業中の店舗の一部では、当番組の放送開始を機に「テッパンSONG」のコーナーを設置。毎日放送の本社に最も近い梅田NU茶屋町店は、「Roots〜昔の音は偉かった〜」のロケに使われている。
2016年7月8日からは、ヒャダインとのコラボレーション企画として、ゲストとしての出演回数が当時最も多かったたこやきレインボー（ヒャダインがプロデュースを手掛ける関西出身の5人組アイドルグループ）向けにオリジナルの楽曲を作るプロジェクトを始動。制作した楽曲「MBS～家族の歌～」は、福島による口上・角のオリジナルメッセージによるナレーションを添えて、「どっとjpジャパーン!」（同年8月24日リリース）のCDにカップリング曲として収録された。ちなみに、たこやきレインボーは、7月18日に自身のライブイベント「オオサカアイドルフェスティバル」（大阪城音楽堂）で「MBS～家族の歌～」を先行披露。当番組からは、福島がイベントのMCを務めたほか、角がサプライズゲストとして出演した。8月25日（MBS放送分）の当番組では、レコーディングや上記イベントのダイジェスト映像を交えながら、プロジェクトの一部始終を紹介している。ちなみに、最終回の「春の音楽会」では、この曲がエンディングソングとして披露された。

### 特別企画・特別番組
2015年10月には、福島と三戸が、「+music」（毎日放送が音楽を主体に展開するテレビ・ラジオ・イベント連動型キャンペーン）のナビゲーターに起用された。キャンペーン期間中（同月5日 - 15日）には、「ミリオン総選挙スペシャル」と題して、当番組のレギュラー放送枠（8日・15日未明放送分）を90分に拡大。同月10日（土曜日）の13:54 - 14:58には、『SONG TOWNスペシャル 大阪・茶屋町ソングタウン化計画』という特別番組として、「ちゃやまちプラザ Live Stage」（大阪市北区茶屋町の毎日放送本社M館1階のオープンスペース）からの公開生放送を実施した。
2016年12月23日（22日深夜）には、MBSでのレギュラー放送枠を0:59 - 2:47に拡大したうえで、音楽に造詣の深いフットボールアワーの岩尾望・後藤輝基をスペシャルMCに迎えた『MBS SONG TOWN クリスマススペシャル★～フットと三戸の聖なる音楽祭～』を編成。スタジオに出演したゲストアーティスト（清水翔太・家入レオ・K・back numberなど）によるクリスマスソングの歌唱・演奏、街頭インタビューに基づく「関西人がいま聴きたいクリスマスSONGベスト10」、当番組や毎日放送が主催した音楽イベントのダイジェスト映像、過去に当番組へ出演したアーティスト（山崎まさよし・秦基博・Little Glee Monsterなど）や音楽好き芸人（チャンカワイ・大谷ノブ彦など）からのクリスマスソングにまつわるVTRコメントなどを放送した。前年に続いて「+music」ナビゲーターを務める三戸は、レギュラー放送と違ってスタジオに出演せず、「クリスマスSONGベスト10」のロケVTRにのみナビゲーター兼街頭インタビュアーとして登場した。
2017年8月24日（MBS放送分）では、当番組で初めて、情熱大陸ライブ大阪公演（同局が毎年7月下旬に主催する音楽イベント）のダイジェストを公演会場（万博記念公園）でのオールロケ形式で放送。イベントを主宰する葉加瀬太郎をはじめ、出番を終えたばかりの主要アーティスト15組に対して、三戸・福島がバックステージでインタビューを実施した。さらに、15組全員に対して、ヴァイオリニストでもある葉加瀬が提供した1挺のヴァイオリンへのサインの寄せ書きを依頼。当番組の公式メールアドレスに電子メールを送信した視聴者から、抽選で1名にそのヴァイオリンを進呈する企画も実施した。

## 出演者
◎：出演時点で毎日放送のアナウンサー

### 放送終了時点

#### レギュラー（放送開始当初は「住人」）
- 角淳一 - 基本としてスタジオ企画にのみ出演
- 三戸なつめ - 地元（在阪局制作）の番組に初めてレギュラーで出演[18]。2015年6月以降は、福島に代わってオープニングの挨拶を任されている。2016年4月7日（MBS放送分）には、芸能人では初めて、同局の入社式[19]にサプライズゲストとして登場したシーンを放送した。
- U.K. - 「音楽番長」という肩書で、番組開始当初からロケ企画を中心に担当。「テッパンSONG」の本編には登場しなかった。2015年9月のプチリニューアル以降のレギュラー放送では、アーティストとのロケ企画（前述）にのみ登場[20]。ただし、特別番組・企画で司会陣に加わることがある。

「テッパンSONG」を放送していた時期から、上記の人物に加えて、テーマに応じて複数名のゲスト（アーティスト、武井などのタレント、ヤナギブソンなどのお笑い芸人）がスタジオに登場。アーティスト系のゲストを迎える場合には、在阪FM局（FM802→FM COCOLO）の看板DJである寺平、他の在阪テレビ局制作の音楽番組（詳細後述）に出演しているFM802のDJ（中島ヒロトや野村雅夫など）、落合健太郎（FM802のDJ）、赤松悠実（FM OSAKAのDJとしても活動するタレント）などを随時スタジオへ招いている。

### 過去
- 高井美紀◎ - 番組開始から2015年7月までナレーターを担当
- 福島暢啓◎ - 番組開始から2017年12月22日まで、主にスタジオ進行を担当

## ネット局
| 放送対象地域 | 放送局          | 系列    | 放送日時                                 | 放送期間                      | 備考   |
| ------------ | --------------- | ------- | ---------------------------------------- | ----------------------------- | ------ |
| 関西広域圏   | 毎日放送（MBS） | TBS系列 | 毎週金曜日 0:59 - 1:59（毎週木曜日深夜） | 2015年4月24日 - 2018年3月30日 | 制作局 |
| 長崎県       | 長崎放送（NBC） | TBS系列 | 毎週火曜日 23:53 - 翌0:53                | 2015年10月6日 -               |        |

## スタッフ
- ナレーション：上田琴美
- 構成：バーバラよね、桝野幸宏
- TM：竹本友亮
- TD：桂将太（SW兼務の場合あり）
- SW：田中宏国
- CAM：喜多良平、塚田哲夫
- AUD：金谷宣宏（MA兼務の場合あり）
- MA：松田勇一
- LD：亀井純一郎
- EED：北村真智子、佐藤雅哉、川上忠士
- 音効：村川翔太
- 美術：中西勇二
- デザイン：岡久世
- 美術進行：荒井春佳
- タイトル：廣瀬康次郎、中村由衣、鵜飼あゆみ
- イラスト：Aju
- 衣装：藤原かよ
- 編成：藤原大輔
- 宣伝：水野愛美
- 技術協力：関西東通、アーチェリープロダクション、サウンドエースプロダクション、放送映画製作所、音選屋
- 美術協力：毎日舞台、高津商会、モア
- 楽器協力：BRUSH EIGHT
- 制作協力：ウィサードエンタテインメント、デラックスキッズ、クラッチ.、えむき、ユーロック、ブリッジ、ルーク、ワイワイワイ、エイティーコーポレーション
- デスク：吉田かおり、熊谷有希子、鈴木成美
- AD：畑元健太、澤田将太
- ディレクター：永峰修治、松本繁男、近藤和俊、馬場孝行、中山真平、野中康由、藤川由佳
- 演出：上記のディレクターの中から毎週1名担当
- プロデューサー：宮田大
- 制作：田渕伸一
- 制作著作：MBS

### 過去のスタッフ
- CAM：高石和隆
- AUD：古川靖久
- 美術：中野雪子
- タイトル：浜松芽衣
- 編成：向功
- 宣伝：藤井奈々
- デスク：盛田こずえ、服部節子
- ディレクター：宮原啓仁
- 制作：渥美昌泰

## 関連番組『三戸なつめのSONG STREET』
三戸にとって初めての冠番組として、2016年4月4日から関西ローカルで放送。テレビ番組表では、番組タイトルの「SONG STREET」の日本語訳に当たる「音楽横丁」や、「三戸なつめソングST」といった略称を用いることがあった。
当番組では、放送週の『SONG TOWN』にも出演する（主にアーティスト系の）ゲストが、当該週の放送に4日間を通じて登場。日替わりで設けるテーマに即して、ゲストにとって大切な1曲を、三戸とのトークを交えながら紹介した。また、タイトルロゴには、『SONG TOWN』と同じ字体を使用。三戸自身のシングルやアルバムのPRを兼ねている場合には、三戸をゲストとして扱う前提で、福島が特別にMCを務めることがあった。
三戸が単独で出演するオープニングは、『SONG TOWN』を収録するスタジオのセットで撮影。ゲストを迎える本編も、基本としてこのセットで収録していた。ただし、同番組の前枠に組み込まれていた木曜日以外の放送分では、PR映像とナレーションだけで構成したインフォマーシャルを本編に続いて流すことがあった。
放送週によっては、毎日放送が主催するイベント・キャンペーン（歌ネタ王決定戦や「MBSラジオ　スペシャルウィーク」など）との連動企画に充てたり、茶屋町界隈で収録した街頭インタビューの一部を放送したりすることがあった。さらに、上記の連動企画によっては、日曜日の深夜（月曜日の未明）にも放送枠を特別に設けた。
『MBS　SONG　TOWN』とともに、2018年3月29日に放送を終了。最終週（26日からの4日間）の放送では、角をゲストに招くとともに、三戸自身にとって大切な楽曲を毎日紹介していた。同年の4月改編（3日）からは、『かかあ天下にさせへんで!』（よしもと新喜劇座員の吉田裕・前田真希夫妻の出演によるロケ収録番組）が当番組の放送枠を全曜日引き継ぐ。